# Myotis stalkeri
Myotis stalkeri är en fladdermusart som beskrevs av Thomas 1910. Myotis stalkeri ingår i släktet Myotis och familjen läderlappar. IUCN kategoriserar arten globalt som otillräckligt studerad. Inga underarter finns listade i Catalogue of Life.
Denna fladdermus förekommer på olika öar i östra Indonesien som tillhör Moluckerna, bland annat Kaiöarna, Pulau Waigeo och Pulau Batanta. Den lever i låglandet och i kulliga områden upp till 250 meter över havet. Individerna vilar i grottor och jagar bland annat fisk. Ofta delar de sovplatsen med andra fladdermöss. Upphittade honor var dräktiga med en unge.